# 6433 Enya
Enya (asteroide 6433) é um asteroide da cintura principal, a 1,8707433 UA. Possui uma excentricidade de 0,2169944 e um período orbital de 1 348,88 dias (3,69 anos).
Enya tem uma velocidade orbital média de 19,26939524 km/s e uma inclinação de 8,62077º.
Este asteroide foi descoberto em 18 de Novembro de 1978 por Antonín Mrkos e foi nomeado em homenagem à cantora irlandesa Enya.